# شارون (مترو باريس)
شارون (بالفرنسية: Charonne)‏ هي محطة مترو تابعة لمترو باريس تقع في فرنسا في الدائرة الحادية عشرة في باريس.[بحاجة لمصدر]